# A Taste of Honey (gruppo musicale)
A Taste of Honey è stato un gruppo statunitense tra i maggiori esponenti della musica disco.

## Storia del gruppo
Il gruppo, nato a Los Angeles in California, era originariamente composto da Janice Marie Johnson (voce, basso), Hazel Payne (voce, chitarra), Perry Kibble (tastiera) e Donald Johnson (batteria).
Il loro primo singolo, "Boogie Oogie Oogie", tratto dal loro album di debutto A Taste of Honey, diventò popolare e passò tre settimane come numero uno in top 100 nel 1978. Il gruppo fu premiato dal disco di platino per il singolo e per l'album e successivamente vinsero il premio grammy come migliore artista/gruppo esordiente. Successivamente uscirono "Do It Good" (numero 79 nel 1979) da Another Taste e "Rescue Me" (1980), dal 1980 il gruppo si ridusse al duo Johnson/Payne.
Nel 1982 uscì il loro ultimo album Ladies of the Eighties contenente il singolo "I'll Try Something New", cover dei The Miracles, che si piazzò al numero 41 nella top 100, e al numero 9 nelle classifiche di musica R&B.
Quando la loro popolarità scese negli anni ottanta Johnson uscì dal gruppo e produsse da solista l'album One Taste Of Honey e il singolo "Love Me Tonight" che divenne una hit di discreto successo. Payne diventò un'attrice esibendosi in molti teatri del mondo con lo spettacolo Oh! What A Night.
Nel febbraio del 1999, Kibble (tastierista) morì per insufficienza cardiaca a 49 anni. Negli anni seguenti, Johnson scrisse il suo secondo album Hiatus Of The Heart con alcune revisioni. Nel 2004 il duo si riunì per la prima volta dopo 20 anni per PBS suonando Get Down Tonight: The Disco Explosion e My Music: Funky Soul Superstars.
Janice Marie Johnson è la sorella maggiore di Raphael Saadiq cantante dei Tony! Toni! Toné!.

## Discografia

### Album
| Anno | Album                  | Black Albums | Pop Albums |
| ---- | ---------------------- | ------------ | ---------- |
| 1978 | A Taste of Honey       | 2            | 6          |
| 1979 | Another Taste          | 26           | 59         |
| 1980 | Twice As Sweet         | 12           | 36         |
| 1982 | Ladies of the Eighties | 14           | 73         |

### Singoli
| Year | Single                 | Album                  | Pop Singles | Black Singles | Club Play Singles | Disco Singles | Adult Contemporary |
| ---- | ---------------------- | ---------------------- | ----------- | ------------- | ----------------- | ------------- | ------------------ |
| 1978 | Boogie Oogie Oogie     | A Taste of Honey       | 1           | 1             | 1                 | 1             |                    |
| 1979 | Disco Dancin'          | A Taste of Honey       |             | 69            |                   |               |                    |
| 1979 | Do It Good             | Another Taste          | 79          | 13            |                   | 72            |                    |
| 1980 | I'm Talkin' 'Bout You  | Twice As Sweet         |             | 64            |                   |               |                    |
| 1980 | Rescue Me              | Twice As Sweet         |             | 16            | 77                |               |                    |
| 1981 | Sukiyaki               | Twice As Sweet         | 3           | 1             |                   |               | 1                  |
| 1982 | I'll Try Something New | Ladies of the Eighties | 41          | 9             |                   |               | 29                 |
| 1982 | We've Got The Groove   | Ladies of the Eighties |             | 75            |                   |               |                    |